# Daniel Nordstrand
Daniel Nordstrand, född 1701 i Drothems församling, Östergötlands län, död 16 mars 1775 i Skällviks församling, Östergötlands län, var en svensk präst.

## Biografi
Daniel Nordstrand föddes 1701 i Drothems församling och döptes 20 november samma år. Han var son till en hospitalspredikant. Nordstrand blev höstterminen 1722 student vid Uppsala universitet och blev 1724 kollega vid Söderköpings trivialskola. Han prästvigdes 9 juni 1736 till pastorsadjunkt i Skällviks församling. Den 26 november 1740 blev han komminister i S:t Anna församling, tillträde 1741 och 23 februari 1759 kyrkoherde i Skällviks församling. Nordstrand avled 1775 i Skällviks församling.

### Familj
Nordstrand gifte sig 5 juni 1740 med Engel Steinhausen (1714–1780). Hon var dotter till överstelöjtnanten Jacob Steinhausen och Engel Borg på Ludingsbo i Västra Husby församling. De fick tillsammans barnen Engel Catharina Nordstrand (född 1740) som var gift med rådmannen Eric Olofsson AHlström i Söderköping, kronolänsmannen Jacob Uddo Nordstrand (född 1742) i Hammarkinds härad, Ingrid Christina Nordstrand (född 1745), Maria Ulrica Nordstrand (1747–1806), Anna Margareta Nordstrand (1750–1750), kämnär Olof Nordstrand (1752–1833) i Stockholm, Carl Nordstrand (född 1755) och Eva Charlotta Nordstrand (1757–1828).